# Pace di Cateau-Cambrésis
La pace di Cateau-Cambrésis (2-3 aprile 1559) fu un trattato di pace che definì gli accordi che posero fine alle guerre d'Italia tra la Francia e gli Asburgo di Spagna e Austria.  Fu una pace di compromesso. La Francia, in cambio dell'acquisizione di Calais e dei Tre Vescovati, rinunciò alle proprie pretese sui domini italiani degli Asburgo di Spagna (Napoli, Sicilia, Sardegna, Milano). Circa mezza Italia finì sotto dominazione spagnola, mentre l'altra metà rimase indipendente (anche se in larga parte composta da feudi imperiali, dipendenti formalmente dagli Asburgo d'Austria). 
Con la guerra di successione spagnola e le altre guerre di successione settecentesche, l'Austria prenderà il possesso di Milano e insedierà rami cadetti della sua casata negli altri feudi dell'Italia imperiale. Si passerà così da una presenza spagnola ad una austriaca, cui l'Italia porrà fine, esclusa la parentesi napoleonica, solo durante il Risorgimento.

## Il trattato

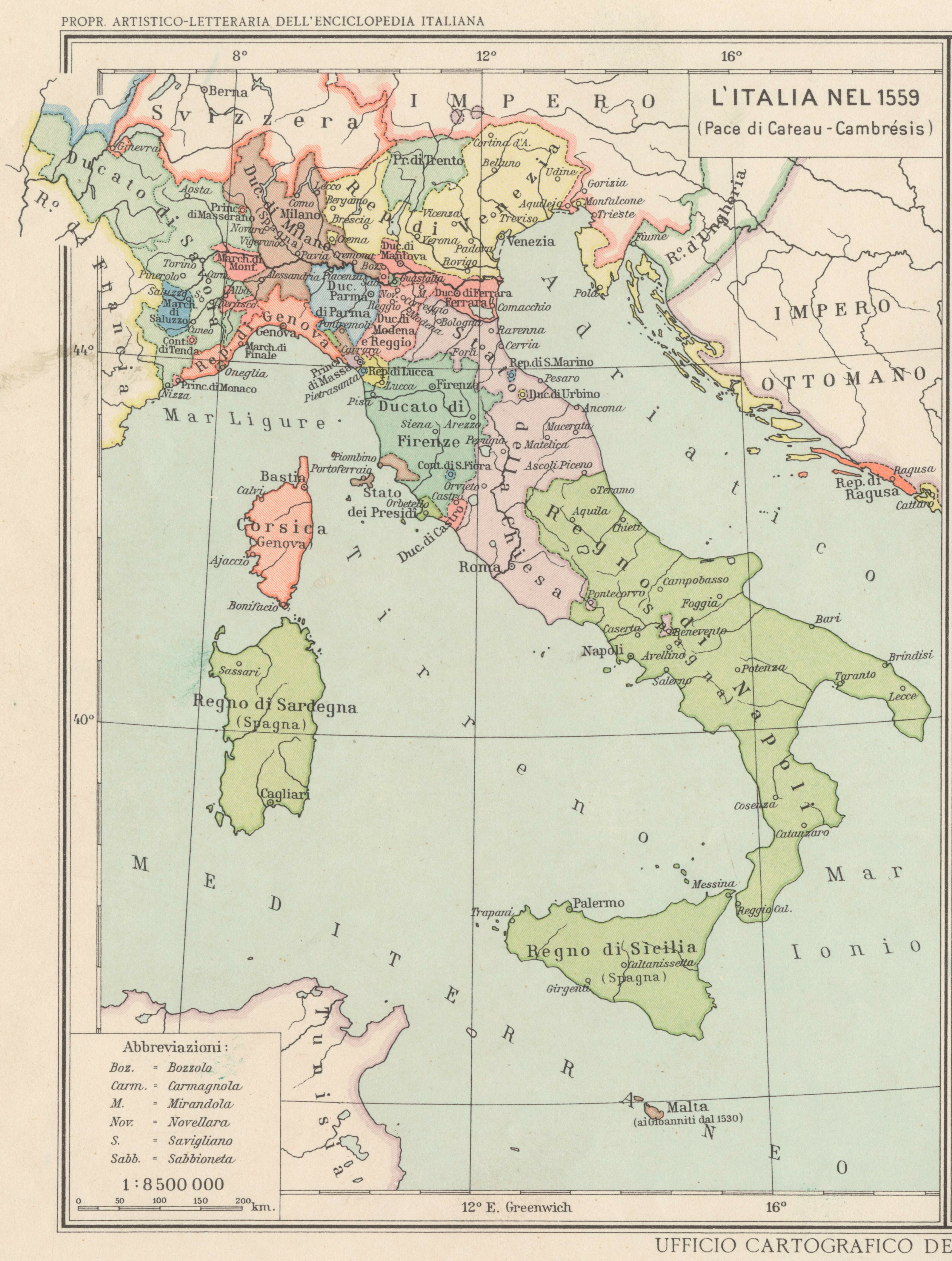
Assetto politico dell'Italia sancito dalla pace di Cateau-Cambrésis

Furono firmati in realtà due trattati: uno tra Elisabetta I d'Inghilterra ed Enrico II di Francia il primo giorno e un altro tra quest'ultimo e Filippo II di Spagna il secondo giorno, nella cittadina (oggi francese) di Le Cateau-Cambrésis, circa venti chilometri a sud-est di Cambrai. L'Imperatore Ferdinando I d'Asburgo accettò anche egli la pace così determinata, senza firmare un trattato separato.

## Contenuto

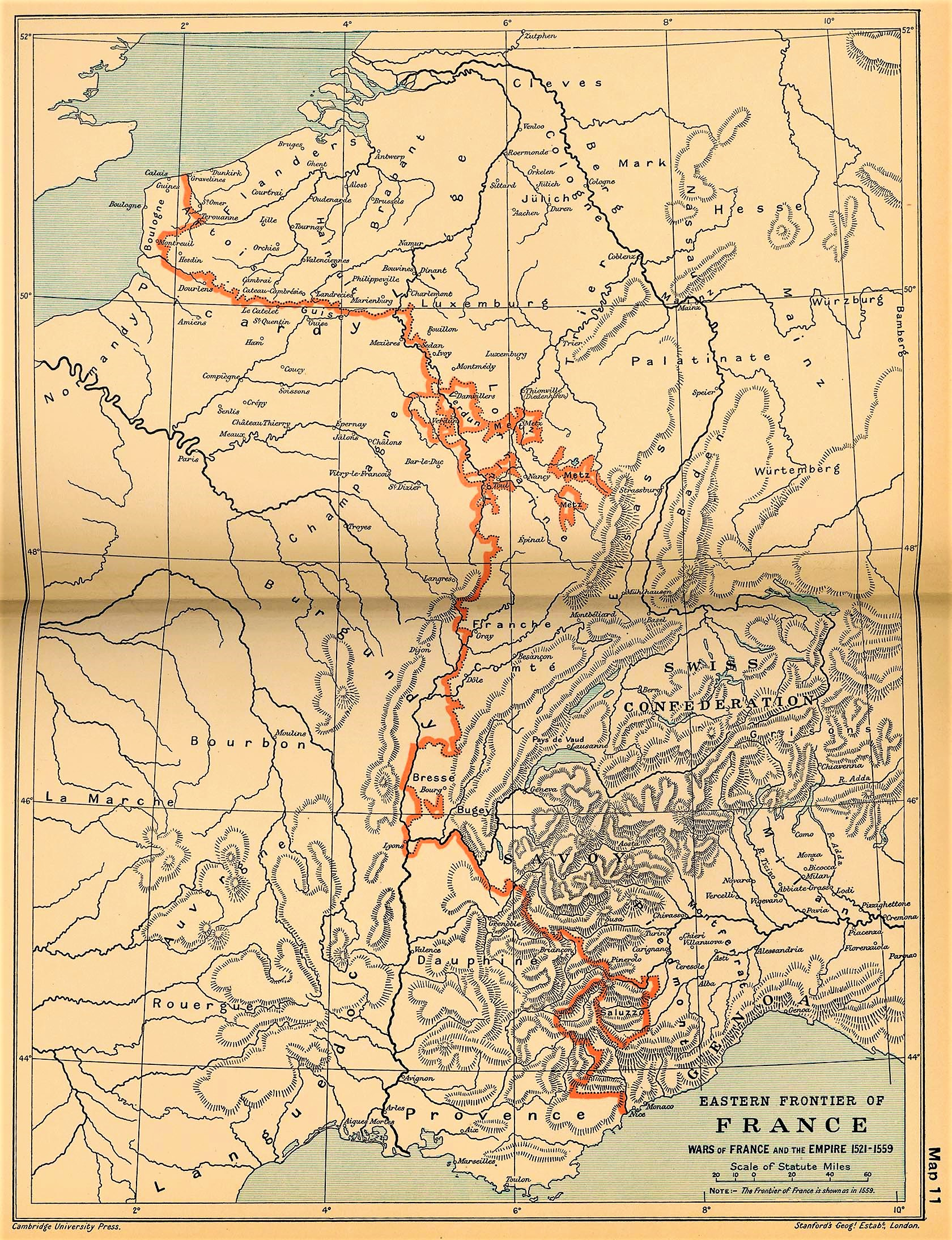
Confini del Regno di Francia a seguito del trattato di Cateau-Cambrésis

La Francia e gli Asburgo (che si erano da poco divisi in due linee dinastiche: spagnola e austriaca) si erano combattuti quasi continuamente negli ultimi 65 anni, con qualche intervento inglese a favore dell'Impero asburgico e con l'intervento dell'Impero ottomano a fianco della Francia.
L'accordo prevedeva, da parte della Francia, la restituzione della Corsica alla Repubblica di Genova, del Piemonte e della Savoia al Duca di Savoia; alla Francia rimanevano Calais, prima in mano inglese, e il Marchesato di Saluzzo, oltre ai vescovati di Metz, Toul e Verdun, strappati all'Impero. Ai Gonzaga, per i quali aveva firmato il marchese Curzio Gonzaga per conto del Duca di Mantova, veniva confermato il dominio sul Monferrato. La Spagna mantenne il possesso della Franca Contea e dei Paesi Bassi.
La pace segnò l'inizio della dominazione asburgica in Italia. Il ramo spagnolo controllava Milano, Napoli (compreso lo Stato dei Presidi in Toscana), Sicilia e Sardegna. Due viceré - in Sicilia e a Napoli - e governatori a Milano e nello Stato dei Presidi dipendevano ora dal Supremo Consiglio d'Italia con sede a Madrid. Il Granducato di Toscana, la Repubblica di Lucca, il Ducato di Massa e Principato di Carrara, il Marchesato di Fosdinovo e gli altri marchesati dei Malaspina, la Repubblica di Genova, il Marchesato del Monferrato, il Ducato di Parma e Piacenza, il Ducato di Ferrara, Modena e Reggio, il Ducato di Mantova, rimasero indipendenti, anche se, come il Ducato di Milano, erano feudi del Sacro Romano Impero e come tali legati indirettamente agli Asburgo d'Austria che reggevano l'Impero. Nel 1559, Ferdinando I d'Asburgo poneva questi stati sotto la giurisdizione feudale del Concilio Aulico di Vienna. La Spagna controllava il più grande di essi, ovvero Milano, essendo il Re di Spagna anche Duca di Milano.
La Repubblica di Venezia manteneva intatti i suoi domini di terraferma, al di fuori della giurisdizione asburgica. Emanuele Filiberto I di Savoia, Duca di Savoia, sposò Margherita, sorella di Enrico II, e Filippo II ne sposò la figlia, Elisabetta di Valois. Dichiarò poi la sua neutralità tra Francia e Spagna. Anche il Papato rimase indipendente e, approfittando della pace tra Francia e Asburgo, portò a compimento il Concilio di Trento.